# Gilbert Nabonnand
Gilbert Nabonnand (né le 20 mai 1828 à Grézolles et mort le 6 janvier 1903 à Mandelieu-la-Napoule) est un rosiériste réputé de la Côte d'Azur.

## Biographie
Gilbert, dit Philibert, Nabonnand fait son apprentissage à Vienne, Lyon (chez Guillot) et Avignon. Il devient en 1855 chef-jardinier de Lord Brougham au château Eléonore à Cannes. Lord Brougham souhaite un jardin exotique et Nabonnand importe des essences rares de Chine, d'Australie, de Nouvelle-Zélande ou d'Afrique du Sud et crée une roseraie. Gilbert Nabonnand se fait un nom auprès de la clientèle aristocratique de la Côte d'Azur qui y passe les mois d'hiver. Il se marie en 1857 à Thérèse Bertaud avec qui il aura trois enfants. Il fonde ensuite en 1860 à Antibes son entreprise, l'établissement horticole Sainte-Anne, qui propose des palmiers et plantes exotiques, ainsi que des roses dont le commerce explose à cette époque. En 1866, il est domicilié à Golfe-Juan. Nabonnand est cofondateur de la Société pomologique de France et de l'Association horticole lyonnaise ; il est fait officier du Mérite agricole.
Entre 1872 et 1903, Nabonnand a créé près de deux cents variétés de roses thé, certaines aussi pour les fleurs à couper d'autres pour les parfumeurs de Grasse. Les roses Nabonnand sont répertoriées et sont toujours cultivées même si la pépinière a disparu, après avoir été reprise par ses fils Paul (1860-1937) et Clément (1864-1949).
Les roses Nabonnand ont obtenu de nombreux prix et distinctions.

## Distinctions
- Officier de l'ordre du Mérite agricole.

## Quelques obtentions fameuses
- 'Isabelle Nabonnand', 1874 rosier thé
- 'Madame Bennett', 1876 rosier thé
- 'Paul Nabonnand', 1877, rosier thé
- 'Général Schablikine' 1878 rosier thé
- 'Comtesse de Leusse' 1878 rosier thé
- 'Madame Nabonnand' 1878 rosier thé
- 'Reine Emma des Pays-Bas', 1879 rosier thé
- 'Franziska Krüger', 1880 rosier thé
- 'Bardou Job', 1882 rosier Bourbon
- 'Ketten Frères', 1883 rosier thé
- 'Marie d'Orléans', 1883 rosier thé
- 'Papa Gontier', 1883 rosier thé

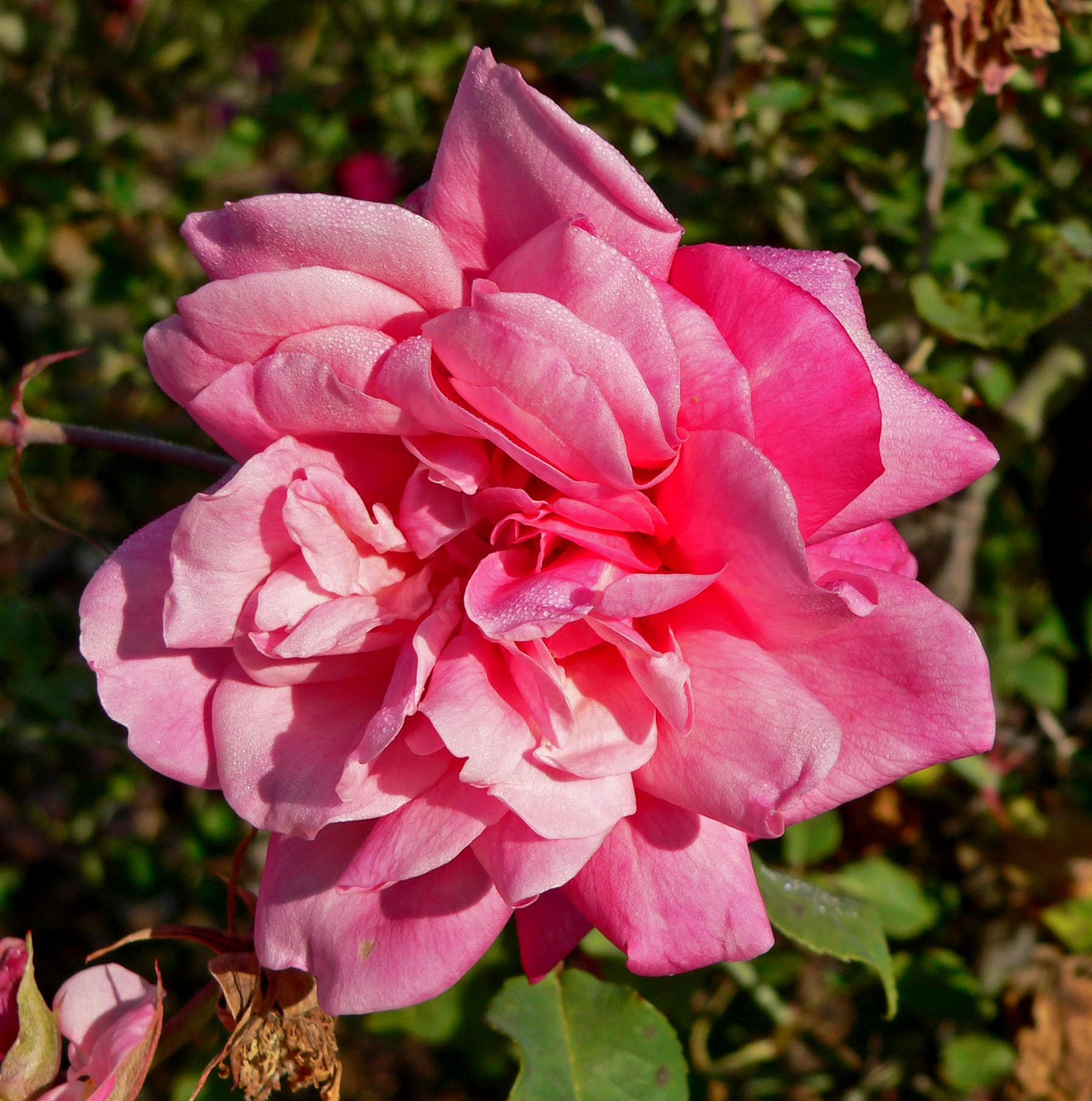
'Archiduc Joseph' (1892)

- 'Impératrice Marie Féodorowna de Russie', 1883 rosier thé
- 'Reine Olga', 1885 rosier thé
- 'Wassili Chludoff', 1886, rosier Noisette
- 'Archiduc Joseph', 1892 rosier thé
- 'Général Galliéni', 1899 rosier thé
- 'Noëlla Nabonnand', 1901 rosier thé
- 'Lady Waterlow', 1902 rosier thé
- 'Comtesse de Noghera', 1902 rosier thé

## Hommages
La maison Pernet-Ducher lui dédie un rosier à son nom 'Gilbert Nabonnand' en 1898 et Clément Nabonnand dédie à son père le rosier thé 'Souvenir de Gilbert Nabonnand' en 1920.

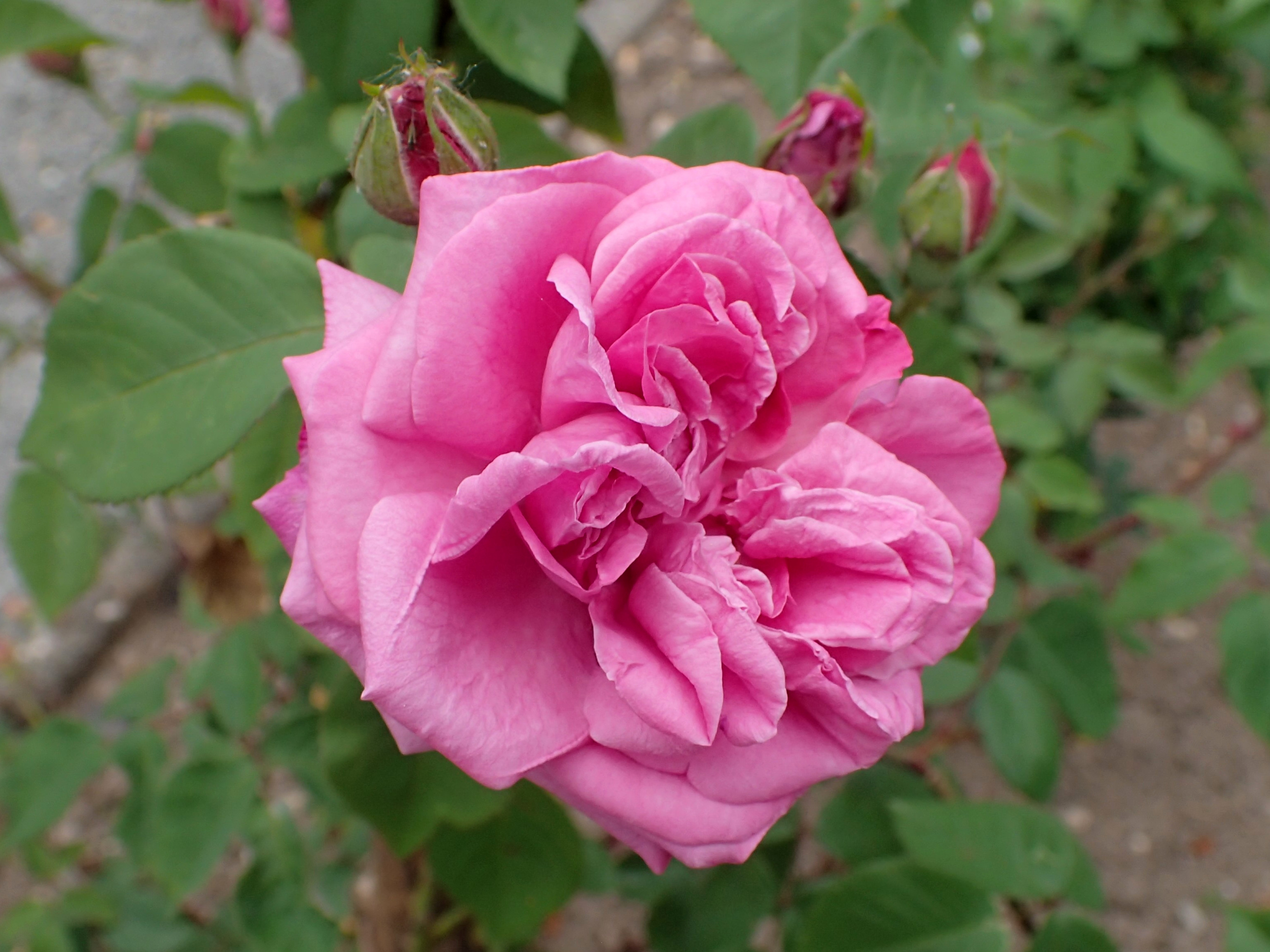
'Lily Mestschersky', 1878
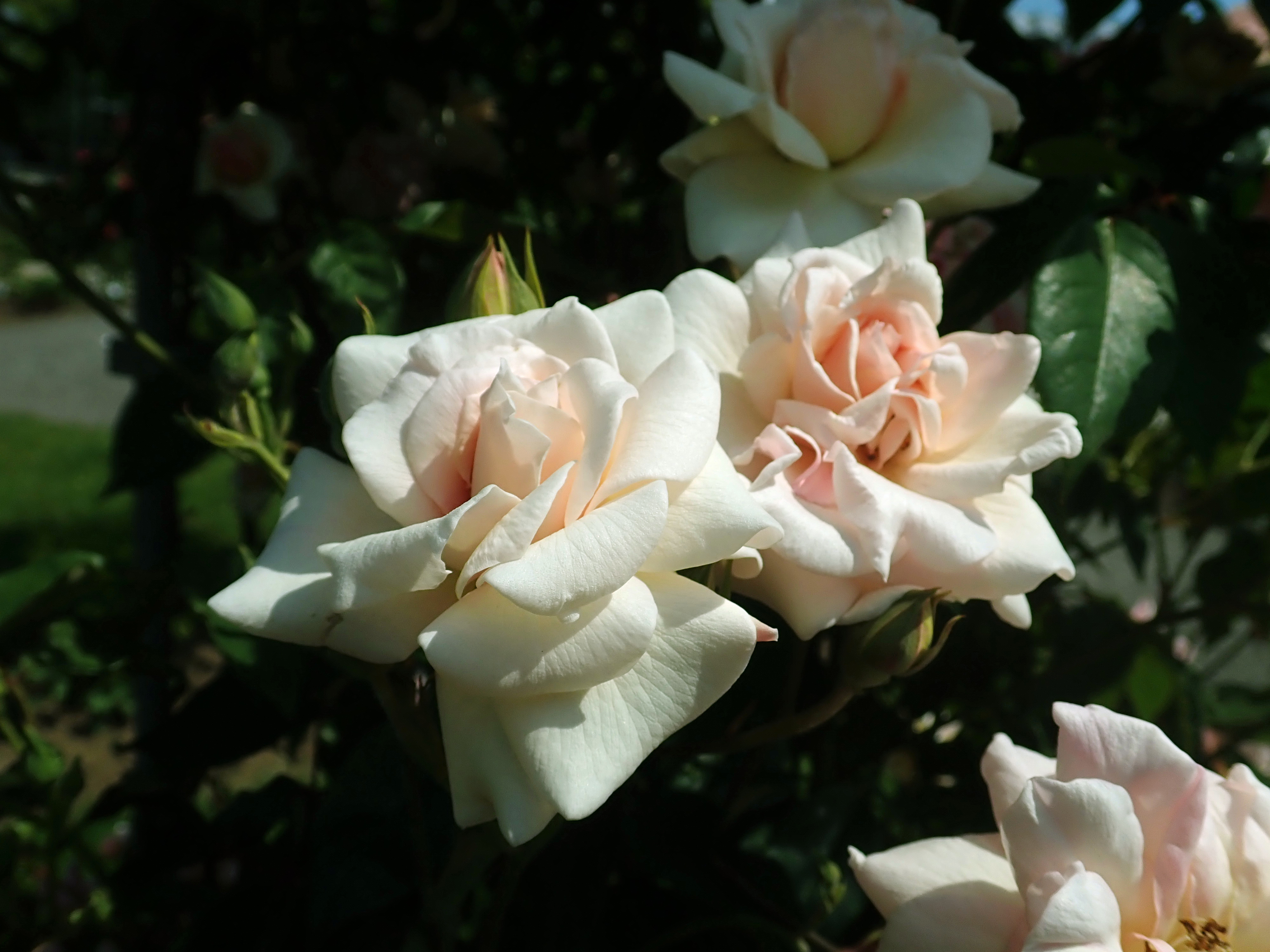
'Papillon', 1881
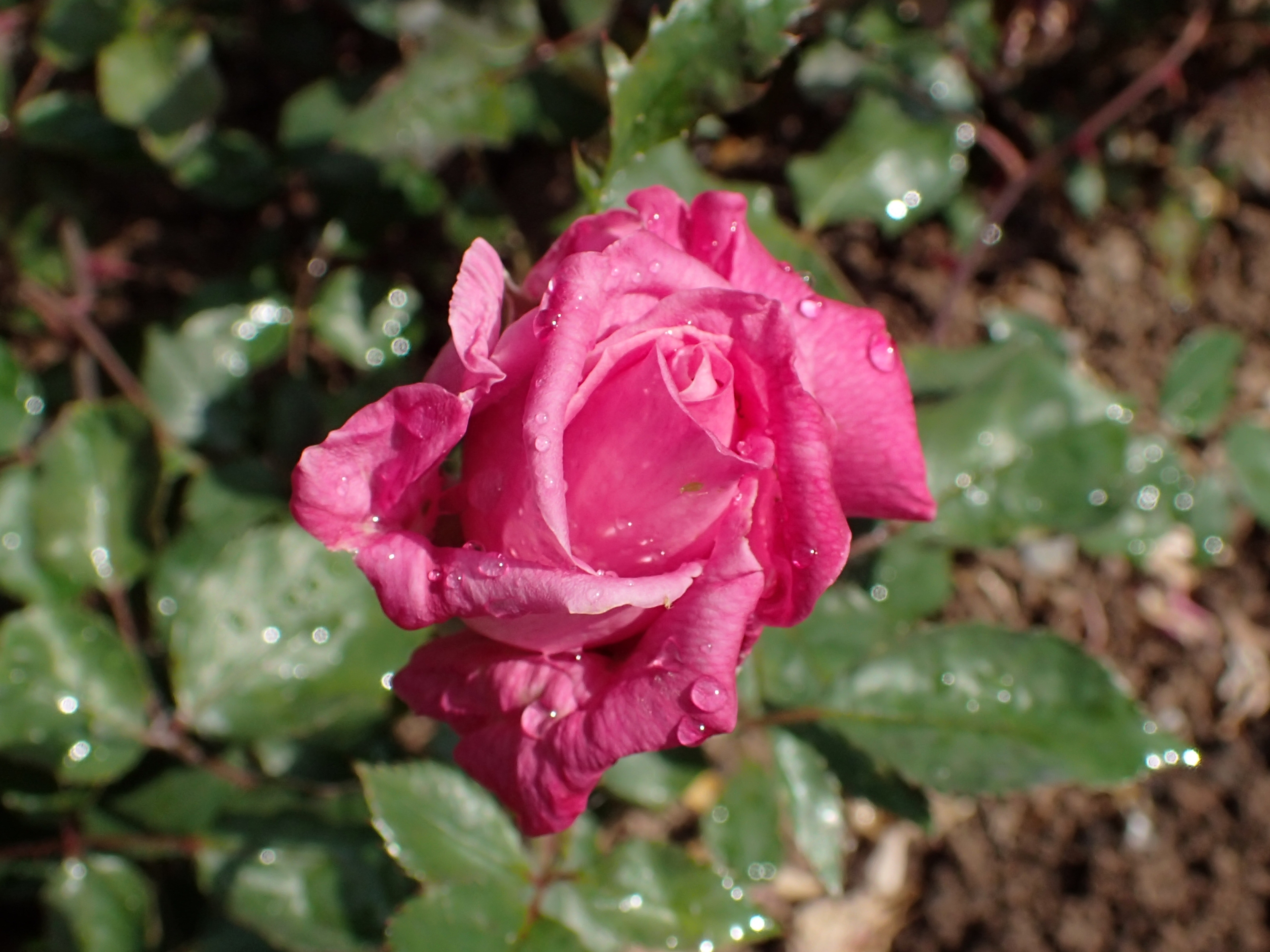
'Marie d'Orléans', 1884
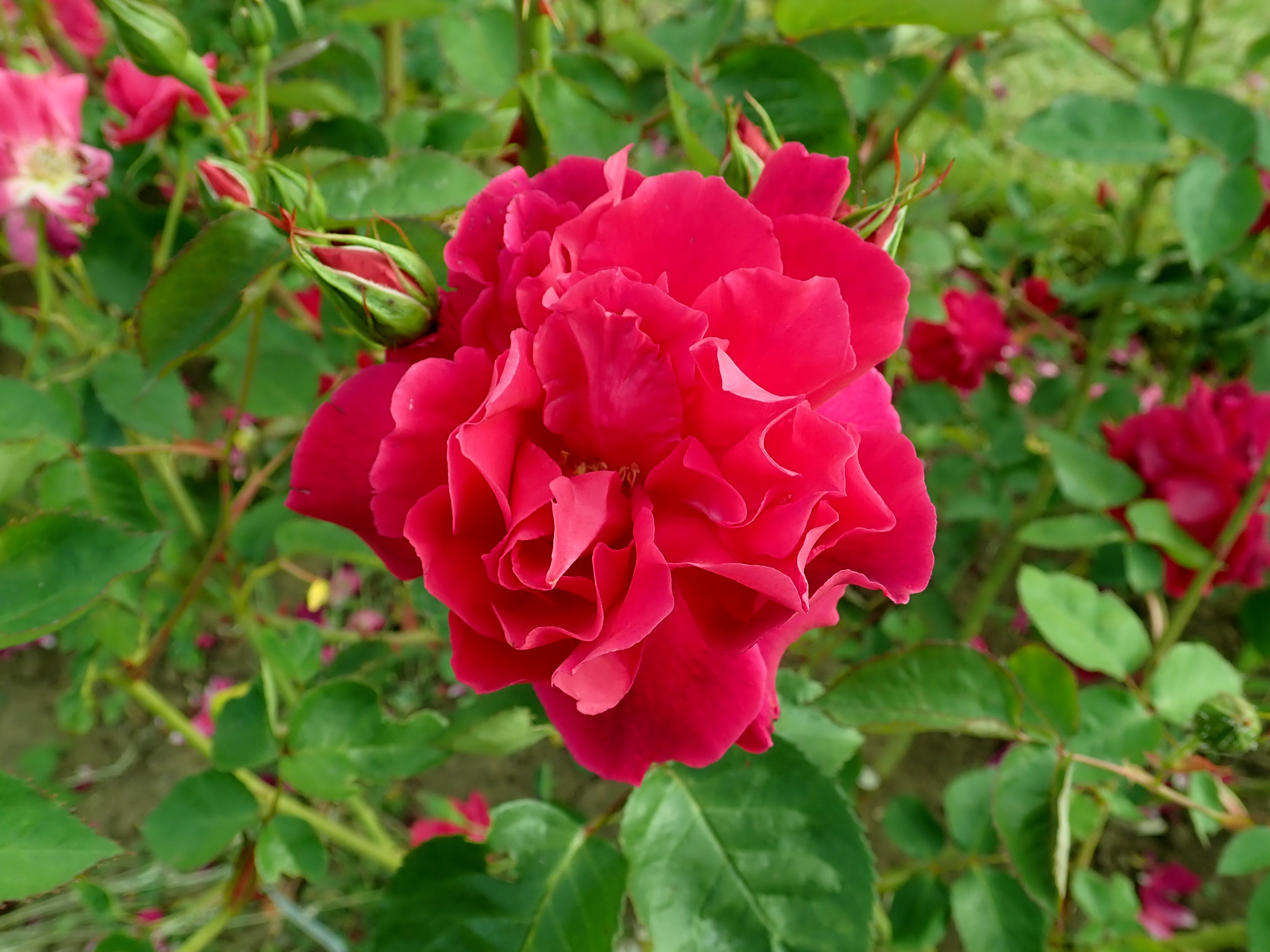
'Bardou Job', 1887
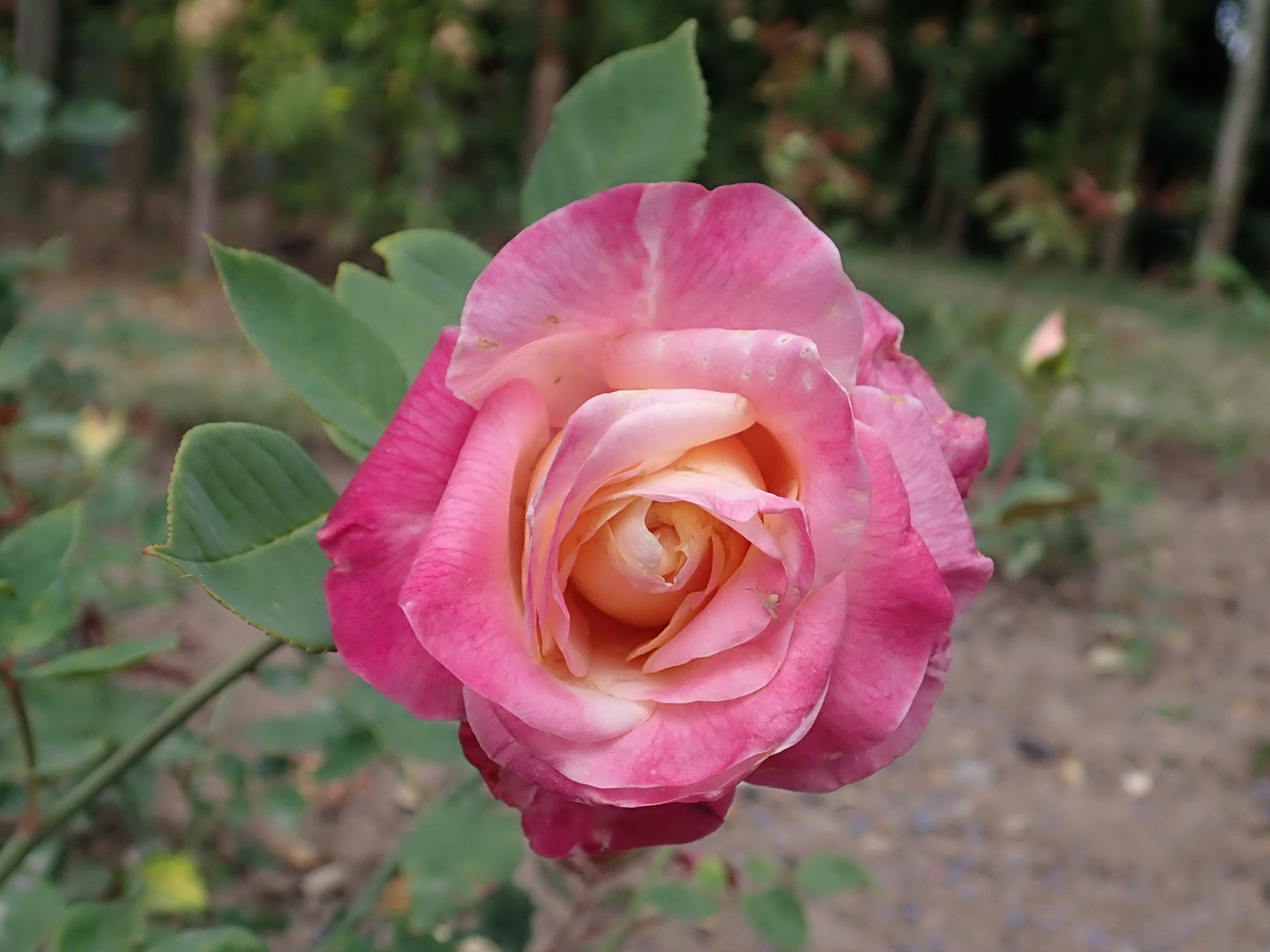
'Madame Rose Romarin', 1888
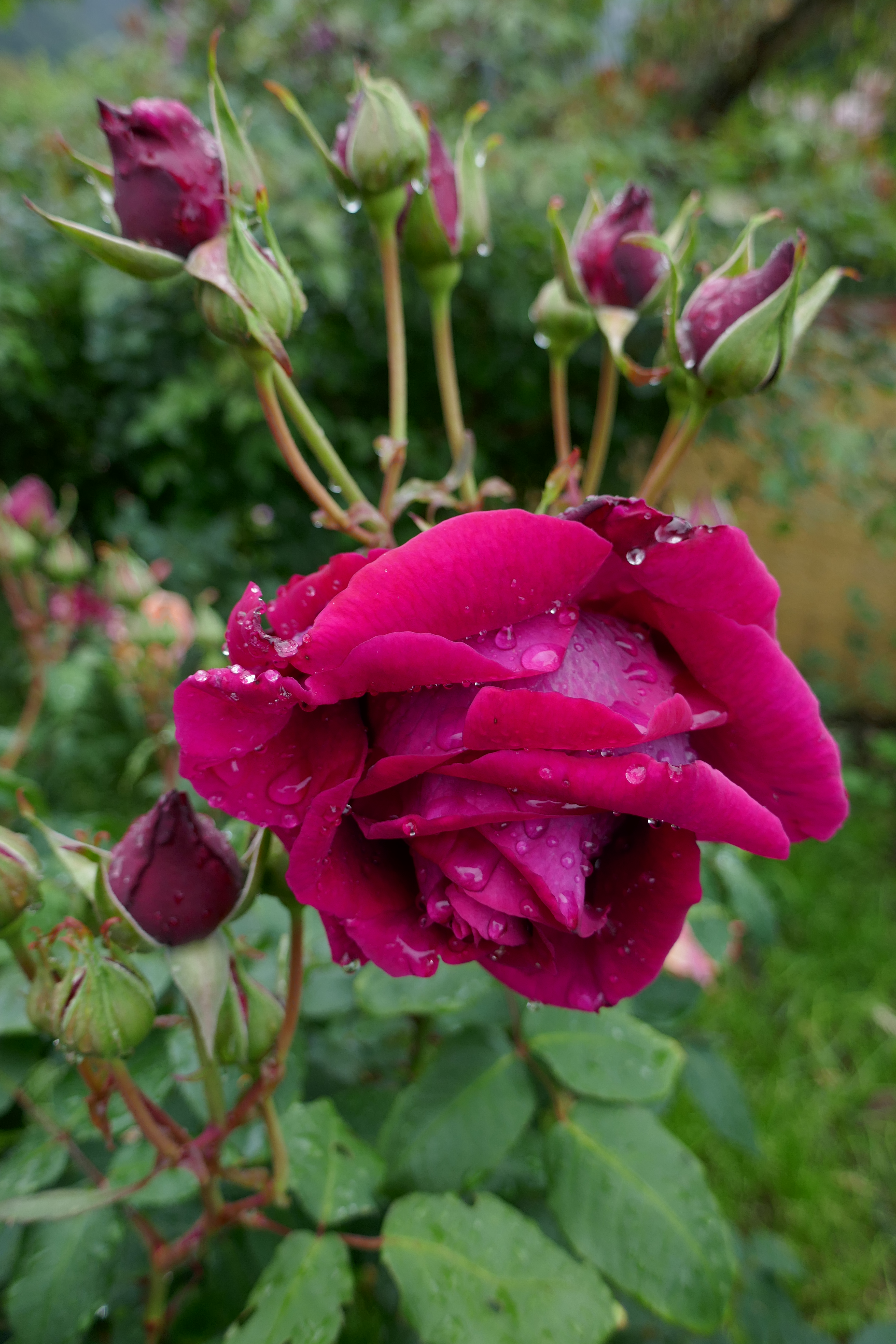
'Général Galliéni', 1899
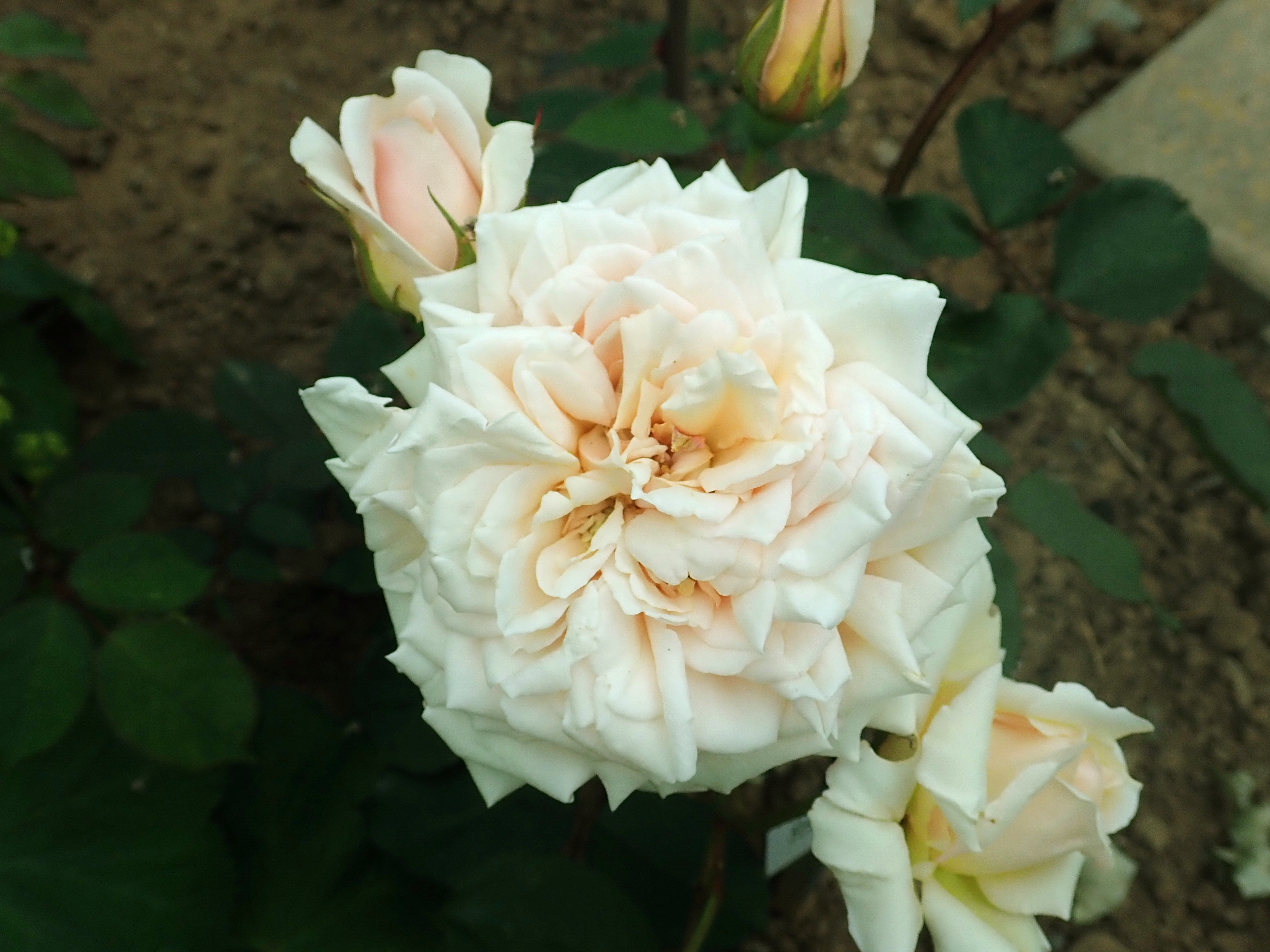
'Comtesse de Noghera', 1902